# Helianthemum stipulatum
Helianthemum stipulatum är en solvändeväxtart som först beskrevs av Forsskal, och fick sitt nu gällande namn av C. Chr.. Helianthemum stipulatum ingår i släktet solvändor, och familjen solvändeväxter. Inga underarter finns listade i Catalogue of Life.